# Gesetzessammlung des Kantons Bern
Die Gesetzessammlung des Kantons Bern vereint die Bernische Amtliche Gesetzessammlung (BAG) sowie die Bernische Systematische Gesetzessammlung (BSG). Verantwortlich für die Publikation, die via das Rechtsinformationssystem BELEX erfolgt, ist die Staatskanzlei des Kantons Bern. Gesetzliche Grundlage ist das Publikationsgesetz sowie die dazugehörige Publikationsverordnung.

## Geschichte
Die Bernische Amtliche Gesetzessammlung (BAG), die Bernische Systematische Gesetzessammlung (BSG), sowie die ausserordentlich veröffentlichten Erlasse des Kantons Bern werden in elektronischer Form in der BELEX (Rechtsinformationssystem) publiziert. Die in der BAG herausgegebenen Erlasse sind elektronisch signiert und daher verbindlich. Abrufbar sind die Erlasse ab 2005. Ältere Fassungen der BAG sowie die Sammlung der Gesetze, Dekrete und Verordnungen des Kantons Bern (Gesetzessammlung; GS) ab 1803 sind bei E-Periodica zu finden (BAG und GS).
Ab Mitte der 1990er-Jahre begannen die Schweizer Kantone mit der Digitalisierung der Gesetzessammlungen. Mit dem Publikationsgesetz vom 18. Januar 1993 (PuG) wurde eine Rechtsgrundlage für die amtlichen Veröffentlichungen im Kanton Bern geschaffen, wobei Artikel 23 PuG die Staatskanzlei ausdrücklich ermächtigte, alleine oder in Zusammenarbeit mit Dritten die BSG auch in elektronischer Form anzubieten. Für die BSG wurde im Rahmen des Projektes BELEX eine eigene DTD (Dokumenttypdefinition) geschaffen. Diese war grundsätzlich auf die bernische Rechtsetzung zugeschnitten. Die eigentlichen Realisierungsarbeiten und der Datentransfer für dieses Rechtsinformationssystem wurden zwischen Februar 1997 und März 1998 vollzogen. Nach einigen Anpassungen wurde BELEX im Frühjahr 1998 operativ.

## Bernische Amtliche Gesetzessammlung (BAG)
Die BAG ist das amtliche Publikationsorgan für Erlasse im Kanton Bern. Sie erscheint periodisch in den beiden kantonalen Amtssprachen Deutsch und Französisch. In der BAG werden folgende Erlasse veröffentlicht:
- die Kantonsverfassung
- die Gesetze
- die Dekrete
- die Verordnungen des Regierungsrates
- die übrigen rechtsetzenden Erlasse kantonaler Behörden, selbstständiger öffentlicher Anstalten oder Körperschaften, denen Aufgaben des Kantons übertragen sind
- Gesamtarbeitsverträge, die vom Regierungsrat abgeschlossen worden sind
- die interkantonalen Verträge, denen der Kanton beigetreten ist
- rechtsetzende Erlasse interkantonaler Organe. Wenn die betreffenden Organe die amtliche Veröffentlichung in elektronischer Form und nach den von ihnen festgelegten Regeln selbst besorgen, werden diese in Form eines Verweises veröffentlicht (Art. 3 Abs. 2 und 3 PuG).
- Internationales Recht wird ebenfalls in der Bernischen Amtlichen Gesetzessammlung veröffentlicht, wenn es im Kanton direkt anwendbar ist und vom Bund nicht veröffentlicht wurde (Art. 4 PuG).

Diese Erlasse müssen mindestens fünf Tage vor ihrem Inkrafttreten in der Bernischen Amtlichen Gesetzessammlung veröffentlicht werden, soweit erforderlich nach Genehmigung durch den Bund. Die deutsche und die französische Fassung der in der Bernischen Amtlichen Gesetzessammlung veröffentlichten kantonalen Erlasse sind in gleicher Weise massgebend. Die BAG erscheint am zweitletzten Mittwoch jeden Monats (Art. 1 Abs. 1 der Publikationsverordnung vom 23. Juni 1993, PuV; BSG 103.11).

## Bernische Systematische Gesetzessammlung (BSG)
Die BSG ist eine nach Sachgebieten geordnete Sammlung der in der Bernischen Amtlichen Gesetzessammlung veröffentlichten und noch geltenden Erlasse. Die BSG ist nicht verbindlich. Bis zur Aufhebung der gedruckten Fassung der BSG im Juli 2014 veröffentlichte die Staatskanzlei zweimal jährlich die Broschüre «Inhaltsverzeichnis der Bernischen Systematischen Gesetzessammlung BSG». Diese enthielt unter anderem ein Register mit allen Erlassen, die am 1. Januar beziehungsweise am 1. Juli in Kraft waren. Zu jedem Erlass wurden alle in der Bernischen Amtlichen Gesetzessammlung (BAG) veröffentlichten Änderungen angegeben.
Die Systematik in der elektronischen Fassung der BSG ist dynamisch. Sie wird jeden Monat aufgrund der in der BAG veröffentlichten Änderungen aktualisiert. Somit ist es nicht möglich, aufgehobene Erlasse zu finden, da diese aus der BSG entfernt werden. Das gedruckte BSG-Inhaltsverzeichnis enthielt entsprechende Informationen. Da auch diese Broschüre nicht mehr gedruckt wird, wird sie durch ein Inhaltsverzeichnis im PDF-Format ersetzt. Darin ist die vollständige Systematik der BSG zum angegebenen Stichtag zu finden. Die BSG wird am jeweils ersten Tag des Monats aktualisiert.

## Das Amtsblatt des Kantons Bern
Das Amtsblatt ist das allgemeine kantonale Publikationsorgan des Kantons Bern. Es erscheint seit dem 1. Januar 2020 nur noch in elektronischer Form, abrufbar sind Publikationen ab dem 3. Januar 2020. Die deutschsprachige Ausgabe (Amtsblatt) und die französische Ausgabe (Feuille officielle) lassen sich via Sprachwechsel aufrufen. Nach einer Registrierung lassen sich Publikationen online erfassen.

## Unterschiede der Publikationsorgane
Damit rechtsetzende Erlasse gegenüber dem Bürger angewendet werden können, sind Schweizer Behörden jeder politischen Ebene dazu verpflichtet, diese zu publizieren. Erst durch die Veröffentlichung werden – in der Regel – die in den Erlassen enthaltenen Rechtsnormen verbindlich. Sowohl die Bekanntgabe als auch die Bereitstellung solcher staatlicher Rechtsnormen hat zwingend in schriftlicher Form zu erfolgen. Darüber hinaus haben Behörden – in diesem Fall der Kanton Bern – keine konkreten verfassungsrechtlichen Vorgaben hinsichtlich der Publikation.
Zu beachten ist, dass es verschiedene «Arten» von Publikationsorganen gibt: die sogenannt prioritären beziehungsweise ordentlichen Publikationsorgane, in denen die Gesetzgebungsbeschlüsse und die davon betroffenen Erlasstexte dem zeitlichen Ablauf entsprechend aufgelistet werden, und zum anderen ein zusätzliches Publikationsorgan – zumeist als Amtsblatt bezeichnet – für Bekanntmachungen nichtrechtsetzender Natur und für weitere Informationen aus dem Bereich des Gesetzgebungsverfahrens (Entwürfe, amtliche Berichte, Botschaften usw.) sowie für Angaben zu Gesetzgebungsbeschlüssen, die dem fakultativen Referendum unterliegen. Die Terminologie und die Ausgestaltung der Publikationsorgane kann sich aber von Kanton zu Kanton unterscheiden.